# Tour of Utah
Il Tour of Utah (it. Giro dello Utah) è stata una corsa a tappe di ciclismo su strada che si svolgeva nello Utah, Stati Uniti. Fino al 2019 era stato inserito nel calendario dell'UCI America Tour come gara di classe 2.HC (2.1 fino al 2014).
Dopo due edizioni cancellate a causa della pandemia di COVID-19, il 22 dicembre 2021 fu annunciata la definitiva soppressione della corsa.

## Albo d'oro
Aggiornato all'edizione 2019.
| Anno | Vincitore                                           | Secondo                                             | Terzo                                               |
| ---- | --------------------------------------------------- | --------------------------------------------------- | --------------------------------------------------- |
| 2004 | John Osguthorp                                      | Sandy Perrins                                       | Allan Butler                                        |
| 2005 | Andrew Bajadali                                     | Neil Shirley                                        | Burke Swindlehurst                                  |
| 2006 | Scott Moninger                                      | Glen Chadwick                                       | Jeff Louder                                         |
| 2007 | annullata                                           | annullata                                           | annullata                                           |
| 2008 | Jeff Louder                                         | Blake Caldwell                                      | Glen Chadwick                                       |
| 2009 | Francisco Mancebo                                   | Darren Lill                                         | Jeff Louder                                         |
| 2010 | Levi Leipheimer                                     | Francisco Mancebo                                   | Ian Boswell                                         |
| 2011 | Levi Leipheimer                                     | Sergio Henao                                        | Janez Brajkovič                                     |
| 2012 | Johann Tschopp                                      | Matthew Busche                                      | Leopold König                                       |
| 2013 | Tom Danielson                                       | Chris Horner                                        | Javier Acevedo                                      |
| 2014 | Tom Danielson                                       | Chris Horner                                        | Winner Anacona                                      |
| 2015 | Joseph Dombrowski                                   | Michael Woods                                       | Brent Bookwalter                                    |
| 2016 | Lachlan Morton                                      | Adrien Costa                                        | Andrew Talansky                                     |
| 2017 | Rob Britton                                         | Gavin Mannion                                       | Serghei Țvetcov                                     |
| 2018 | Sepp Kuss                                           | Ben Hermans                                         | Jack Haig                                           |
| 2019 | Ben Hermans                                         | James Piccoli                                       | Joseph Dombrowski                                   |
| 2020 | annullata per la Pandemia di COVID-19 del 2019-2021 | annullata per la Pandemia di COVID-19 del 2019-2021 | annullata per la Pandemia di COVID-19 del 2019-2021 |
| 2021 | annullata per la Pandemia di COVID-19 del 2019-2021 | annullata per la Pandemia di COVID-19 del 2019-2021 | annullata per la Pandemia di COVID-19 del 2019-2021 |
| 2022 | annullata per la Pandemia di COVID-19 del 2019-2021 | annullata per la Pandemia di COVID-19 del 2019-2021 | annullata per la Pandemia di COVID-19 del 2019-2021 |